# 巫峡镇
巫峡镇，是中华人民共和国重庆市巫山县下辖的一个乡镇级行政单位。

## 行政区划
巫峡镇下辖以下地区：
南陵社区、西坪村、柳树村、平安村、东岗村、跳石村、白泉村、石里村、白水村、龙山村、六水村、红庙村、青山村、春泉村、七星村、新路村、陈家村、文峰村和桂花村。